# Мерфи, Бренда
Бренда Мёрфи (англ. Brenda Murphy; род. 1958 или 1959, Нью-Брансуик) — канадский государственный и политический деятель. С 8 сентября 2019 года занимает должность лейтенант-губернатора Нью-Брансуика.

## Биография
В прошлом исполнительный директор организации Women's Empowerment Network в Сент-Джоне, наиболее известна своей активистской деятельностью по вопросам бедности и домашнего насилия. Будучи открытой лесбиянкой является первым лейтенант-губернатор Нью-Брансуика из ЛГБТ и первым открытым ЛГБТ-представителем, занимающим какой-либо лейтенант-губернаторский пост в Канаде
Живёт в Гранд-Бэй-Вестфилде, где ранее была муниципальным советником. До своего назначения лейтенант-губернатором работала в федеральном консультативном совете по бедности и в консультативном совете Нью-Брансуика по статусу женщин.